# Lindan och Baggarvet
Lindan och Baggarvet var en av SCB definierad, avgränsad och namnsatt småort i Borlänge kommun, Dalarnas län. Den omfattade bebyggelse i byarna Lindan och Baggarvet i Stora Tuna socken. Från 2015 ingår området i Borlänge tätort.